# Votator
Een votator is een apparaat dat wordt gebruikt in de margarinefabricage. In de votator wordt een mengsel van diverse soorten olie en vetten, water en geur- en smaakstoffen, de zogenaamde emulsie, omgevormd tot margarine of halvarine. 
Afhankelijk van het te maken product kan de uitvoering van de votator nogal wat verschillen. Voor microbiologisch gevoelige producten, zoals de meeste halvarines, zit er in de votator een pasteur. Dit kan een platenpasteur zijn waar door een platenpakket om en om heet water en emulsie stroomt. De platenpasteur is erg onderhoudsgevoelig en wordt ook vaak vervangen door de buizenpasteur. Dit zijn dubbelwandige buizen, waar door de binnenste buis de emulsie stroomt en door de buitenste heet water. Hierna wordt de emulsie gekoeld. Dit kan in een platenkoeler, deze werkt hetzelfde als de platenpasteur maar met koud in plaats van heet water, of zoals tegenwoordig gebruikelijk met een buizenkoeler, deze is qua werking ook weer vergelijkbaar met de buizenpasteur. Omdat deze koeling nog niet voldoende is voor het vormen van kristallen die de structuur van het product bepalen, wordt de emulsie in twee of drie fasen verder gekoeld. Dit gebeurt in dubbelwandige trommels, waar de buitenste wand een koelmedium bevat. Door het verdampen van dit koelmedium, denk aan een koelkast, wordt warmte onttrokken aan de omgeving, in dit geval de binnenste trommel waar de emulsie zich bevindt. In deze trommel zit een draaiende cilinder met schraapmessen om het aanvriezen tegen de wand te voorkomen. De kristallen zijn nu gevormd en worden als laatste nog bewerkt om de grootte van de kristallen te bepalen. De grootte van de kristallen bepaalt namelijk mede de smeerbaarheid van het product, vrij grote kristallen geven een vrij harde margarine, meestal voor keukengebruik, kleinere kristallen zorgen voor een zachtere, dus beter smeerbare tafelmargarine. Na deze laatste bewerking is de margarine klaar voor verpakking in wikkels, kuipjes of flessen.